# Гонсалвиш, Карлуш Фуму
Карлуш Фуму Гонсалвиш (порт. Carlos Fumo Gonçalves; род. 22 сентября 1979, Мапуту) — мозамбикский футболист, выступавший на позиции нападающий.

## Клубная карьера
Профессиональную карьеру начинал в лиссабонском «Спортинге» в 1999 году, но сыграл лишь один матч за клуб в Кубке Португалии. За время пребывания в столичном клубе трижды был отдан в арендуː «Мая», «Варзим», «Фаренсе». Также выступал за такие португальские клубы, как «Навал», «Алверка», «Гондомар», «Жил Висенте» и «Ольяненсе». Следующие 4 года провёл на Кипре, где выступал за «Атромитос» (Героскипу), «АПЕП», столичный «Олимпиакос» и «Акритас Хлоракас». В 2013 году завершил карьеру в Мозамбике, сыграв за «Мачедже» из Мапуту и «Текстил-ду-Пунге».

## Карьера за сборную
Фуму был включен в состав сборной на Кубок африканских наций 2010 в Анголе, где в групповом матче против сборной Бенина сравнял и сделал окончательный счёт — 2ː2.